# 斑马技术公司
斑马技术（Zebra Technologies）是一家位于美国伊利诺伊州在納斯達克上市的计算机外设制造公司。主要从事票据、条码标签打印机、RFID智慧标签打印机、固定或手持读码器。
全世界170多个国家或地区，世界500强企业超过90%都在使用斑马打印机。

## 历史

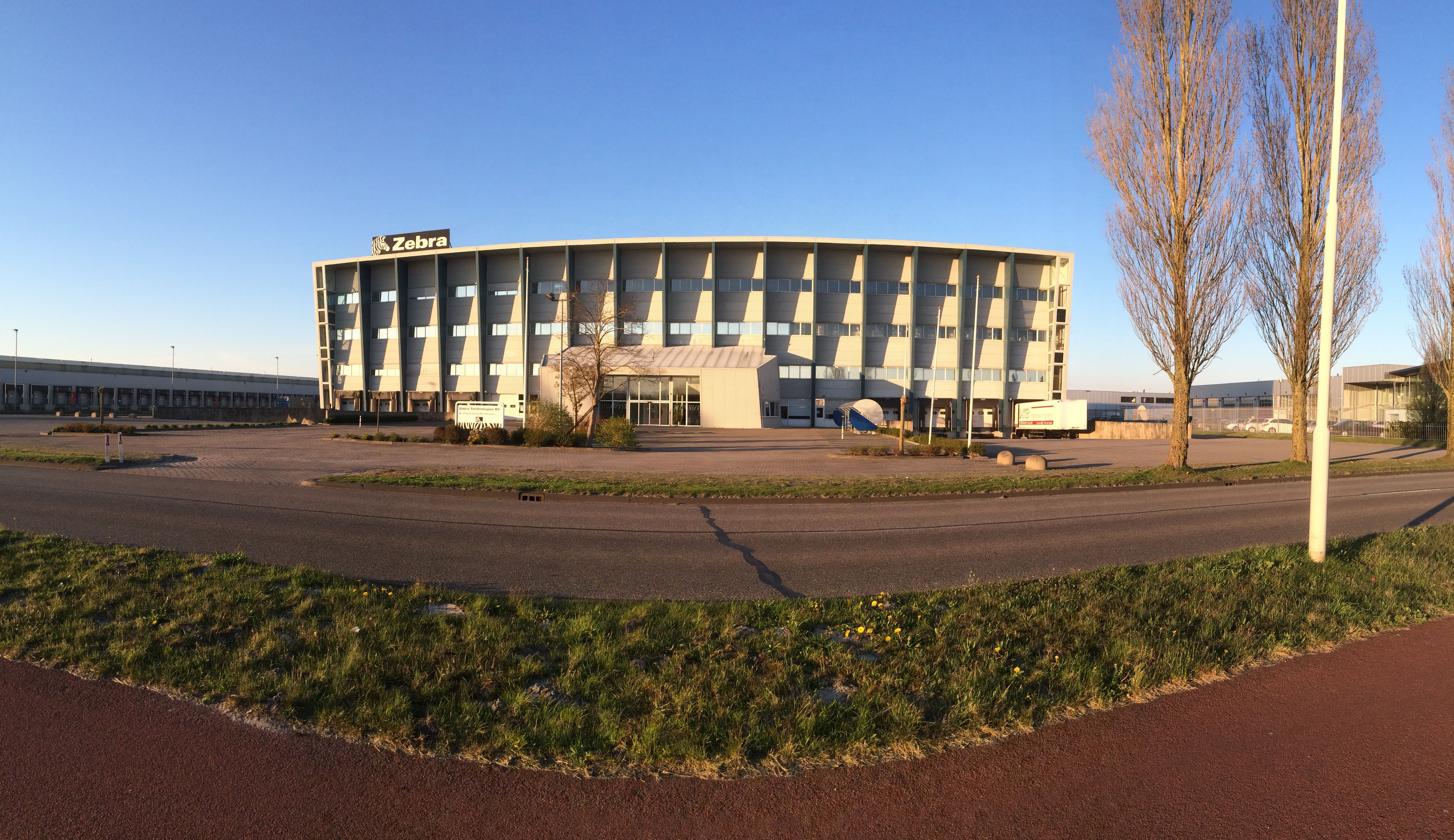
Zebra Technologies在荷兰海倫芬的办公地点

1969年创立时称"Data Specialties Incorporated"，从事高速电磁设备的制造。1982年专注于票据与标签打印，1986年改为现名。1991年上市。
1998年合并了Eltron International, Inc.  2000年合并了Comtec Information Systems。2003年合并了Atlantek, Inc. 2004年进入了RFID智能标签制造业，2005年合并了Retail Systems International, Inc. (RSI). 随后几年合并了Swecoin, WhereNet Corp, Proveo AG,,Navis Holdings, LLC.
2008年起绝大部分打印机制造业务外包给捷普科技设在广州的工厂。
2009年合并了Multispectral Solutions, Inc. 2012 年合并了LaserBand, LLC与StepOne Systems. 2013年合并了Hart Systems. 2014年合并了Motorola Solutions的企业客户业务.